# Israel Galván
Israel Galván de los Reyes (Sevilla, 1973), conocido artísticamente como Israel Galván, es un bailaor y coreógrafo flamenco español.

## Trayectoria artística
Hijo de los bailaores sevillanos José Galván y Eugenia de Los Reyes, Israel Galván empezó a bailar desde muy pequeño de la mano de su padre hasta que en 1994, a los 21 años, entró a formar parte de la recién creada Compañía Andaluza de Danza dirigida por Mario Maya.
Era el comienzo de una trayectoria imparable que, en poco tiempo, se materializó en los tres premios más importantes del baile flamenco: el Premio Vicente Escudero en el Concurso Nacional de Arte Flamenco de Córdoba (1995), el Premio 'El Desplante' del Festival Internacional del Cante de las Minas de La Unión (1996), y el Premio del I Concurso de Jóvenes Intérpretes en la IX Bienal de Flamenco de Sevilla (1996). Diez años más tarde, en 2005, obtuvo el Premio Nacional de Danza en la categoría de creación, otorgado por el Ministerio de Cultura.
En 1996, Israel Galván acompañó al baile a Vicente Amigo en los conciertos de su disco Vivencias imaginadas, y después trabajó en espectáculos de otros bailaores, como Mario Maya, Manuela Carrasco y Manuel Soler, con quien mantuvo una intensa relación personal y artística.
En septiembre de 1998 presentó en la X Bienal de Flamenco de Sevilla ¡Mira! / Los zapatos rojos, el primer espectáculo de su compañía. Desde entonces, siempre ha presentado un nuevo trabajo en la Bienal. En 1999 fue invitado por el Ballet Nacional de España para coreografiar una farruca, para la obra Oripandó.
La dirección artística de todas sus obras es de Pedro G. Romero. La dirección escénica de sus primeras obras es de Pepa Gamboa, aunque la de las más recientes de Belén Candil.
En 2000, estrenó La metamorfosis, una compleja coreografía elaborada a partir de la obra homónima de Franz Kafka, con música de Enrique Morente, Lagartija Nick y Estrella Morente, basada en György Ligeti. Dos años después, presentó Galvánicas, con temas compuestos expresamente a raíz de su experiencia como bailaor de Gerardo Núñez Trío, con quienes recorrió 2001 los más prestigiosos festivales de jazz y flamenco del mundo.
En octubre de 2005, participó (junto a Chano Domínguez, Belén Maya, Alfredo Lagos y Carles Trepat) en el espectáculo Albéniz: a propósito de Iberia, dirigido por José Luis Ortiz Nuevo y presentado en el Teatro de la Maestranza de Sevilla.
Hizo, además, La edad de oro, en 2005, y Tábula rasa, en 2006. En 2007, representó El final de este estado de cosas, que luego redujo, y en 2011, hizo un espectáculo con más actores, La curva.
Pero ha vuelto a menudo sobre sus piezas anteriores, retocándolas. Así, La edad de oro (que desde su estreno a inicios de 2005 hasta finales de 2008 había rebasado los cien pases), sólo entre 2011-2012 la ha representado —además de en ciudades españolas y francesas— en Londres (Flamenco Festival), Sídney, Leipzig, Santiago de Chile o Nueva York.

### Espectáculos desde 2004
- Arena: Seis coreografías de Israel Galván para el mundo de los toros. Estreno el 13/10/2004 en la XIII Bienal de Flamenco de Sevilla.
- La edad de oro: Israel Galván rememora la época dorada del cante, baile y guitarra del siglo XIX, con Fernando Terremoto al cante y Alfredo Lagos a la guitarra.
- Tábula rasa: Una puesta en escena de Israel Galván con el cante de Inés Bacán y el piano de Diego Amador. Considerada su propuesta más radical y desnuda. Se estrenó en la sala Joaquín Turina de Sevilla el 23/02/2006.
- El final de este estado de cosas: Creación basada en el texto bíblico del Apocalipsis, con la colaboración entre otros de un coro de música contemporánea Proyectoele, Diego Carrasco, Fernando Terremoto y Juan José Amador al cante, la guitarra de Alfredo Lagos, el baile de Bobote y la música de Proyecto Lorca y Orthodox. Estrenado en el teatro Las Lagunas de Mijas el 29 de septiembre de 2007, dentro del festival Málaga en Flamenco.
- El final de este estado de cosas, redux: Resultado de la depuración del concepto iniciado con El Final de este estado de cosas. Se estrenó el 24 de septiembre de 2008 en el Teatro de la Maestranza, en la XV Bienal de Flamenco de Sevilla.
- La Curva, estrenada en 2011. Este espectáculo sigue replanteando de raíz, como hiciera Israel Galván en Tábula Rasa o Solo, su vocabulario flamenco, reescribiéndolo desde cero, acompañado del piano de Sylvie Courvoisier, el cante de Inés Bacán y el toque y palmas de Bobote.
- Lo Real-Le Réel-The Real, estrenada en 2013. La culminación del trabajo de Israel Galván en esos años llega con Lo Real-Le Réel-The Real, la lógica continuación de El final de este estado de cosas y la inmersión del coreógrafo y bailaor flamenco en una obra mayor. Lo Real... trata el exterminio de los gitanos bajo el régimen nacionalsocialista en la Europa de los años 1930 y 1940.[2] Aquí, el autor se refiere directamente a la obra de la cineasta alemana Leni Riefenstahl Tiefland (1954).[3]
- FLA.CO.MEN, estrenada en 2015.[4]
- La fiesta, estrenada en mayo de 2017 en Austria.[5] Acerca de esta obra, Galván ha declarado: «He intentado romper esa línea que separa a músicos y bailaores. Aquí todos formamos parte de una órbita donde los cantaores bailan y los bailaores hacen música».[6] También ha señalado que el espectáculo alude «a ese momento cuando los artistas ya no estamos inmersos en el espectáculo y nos expresamos más libremente, sin la presión del escenario, donde cada uno aporta lo que sabe o lo que quiere».[7]

## Estilo y valoración
Se hizo famoso en el mundo del flamenco por sus complicados pasos de baile con complicados movimientos de pies, así como por proponer un lenguaje expresivo propio, desconocido hasta el momento en el baile flamenco, basado en fragmentaciones, mezclas, sumas de gestos.
En los años 2002 y 2003 consolidó su reconocimiento en EE. UU., Japón e Hispanoamérica. Además, fue requerido por Enrique Morente en su conciertos, en grabaciones de discos como El pequeño reloj o en la película documental Morente sueña la Alhambra. De Israel Galván dijo Morente: «Es el más viejo de los bailaores jóvenes».
Cabe destacar su intervenciones dancísticas en obras de música clásica española, donde pudo contemplarse una absoluta cohesión entre el lenguaje expresivo del baile flamenco ortodoxo, la danza clásica española y sus figuras o actitudes personales. Ejemplos de ellos son su participación, a finales de junio de 2004, en el Fórum Universal de las Culturas 2004 en Barcelona, con gran éxito en el espectáculo Cante y Orquesta, junto a Miguel Poveda, Juan Gómez "Chicuelo" y la Orquesta Sinfónica de Barcelona y Nacional de Cataluña, bajo la dirección de Joan Albert Amargós.
En 2006, el filósofo e historiador de arte francés Georges Didi-Huberman, tras haberle seguido desde el estreno en Sevilla de Arena en octubre de 2004, publicó el libro Le danseur des solitudes (El bailaor de soledades, Pre-Textos), una disertación ensayística en torno a la figura de Israel Galván y su obra inspirada en la tauromaquia Arena, con referencias a José Bergamín o Manuel Chaves Nogales, así como, incluso, a la idea de 'pathos' en el pensamiento del historiador de arte alemán Aby Warburg.
Ha recibido numerosos premios de danza. La edad de oro ha recibido el Premio Flamenco Hoy 2005 al mejor espectáculo de baile, y Tábula rasa el Premio Flamenco Hoy. En 2006, fue coreógrafo de La francesa, con Pastora Galván como bailarina protagonista única (recibió los premios Giraldillo a la mejor música y al espectáculo más innovador).
Ha participado en el Festival de Aviñón, 2009, y en toda Francia, antes de ser reconocido por toda España.
En 2014, Israel Galván ganó los Premios Max en las categorías de coreografía, interpretación y espectáculo por su trabajo Lo real.